# BBC Radio 5 Live
BBC Radio 5 Live (também conhecido como apenas 5 Live) é o serviço de rádio nacional da BBC que transmite principalmente notícias, esportes, discussões, entrevistas e telefone. É a principal estação de rádio que cobre o esporte no Reino Unido, transmitindo praticamente todos os principais eventos esportivos realizados no Reino Unido ou envolvendo concorrentes britânicos.
O Radio 5 Live foi lançado em março de 1994 como um reposicionamento do Radio 5 original, lançado em 27 de agosto de 1990. O primeiro programa da Rádio 5 foi o “Take Five”, um programa infantil que durou durante as férias escolares até o desaparecimento da rádio em 1994 que começou a Rádio 5 Live.
A estação transmite do MediaCityUK em Salford na Greater Manchester e é um departamento da divisão BBC North.

## História

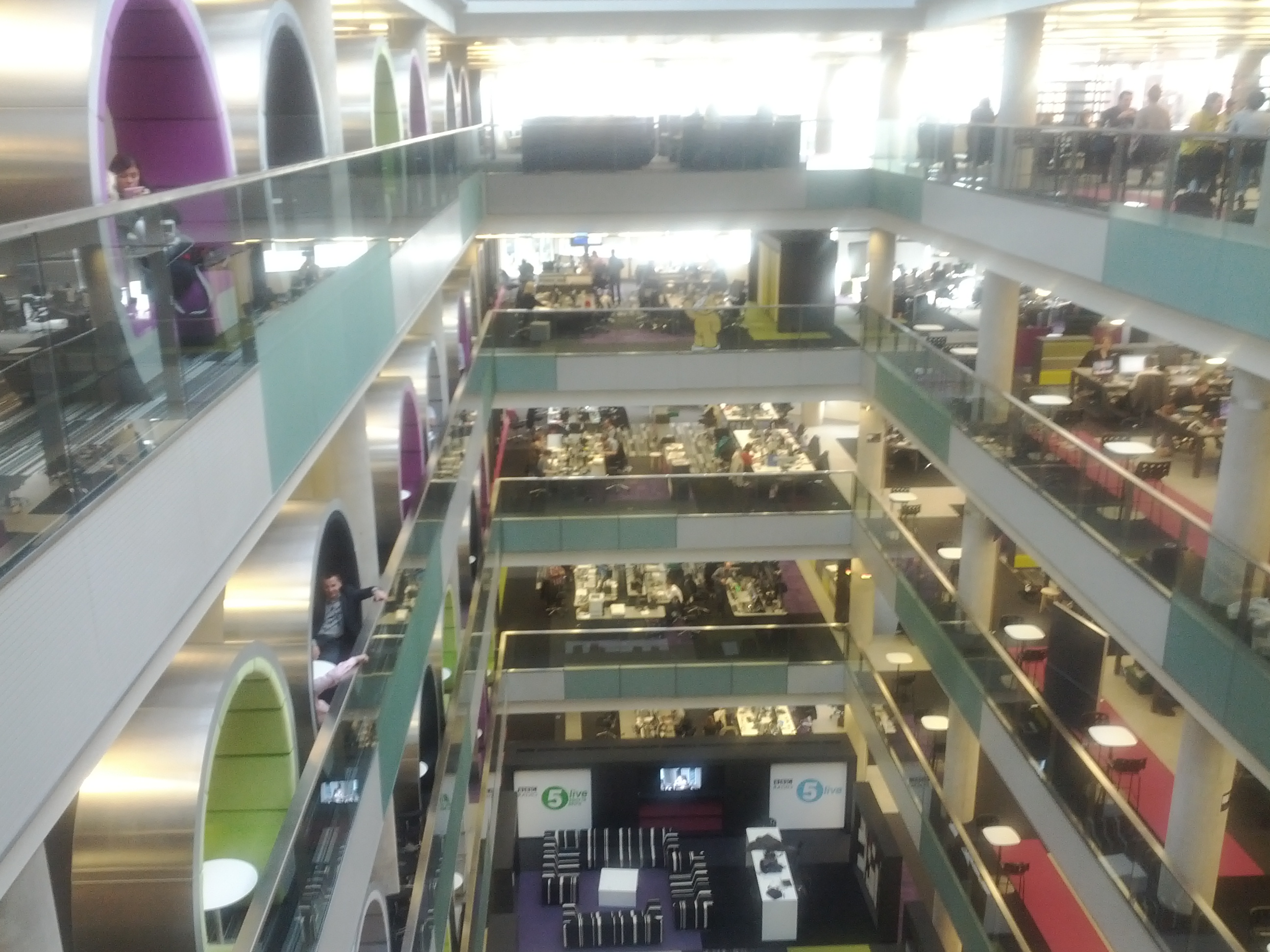
BBC Rádio 5 Live no MediaCityUK.

O sucesso da Radio 4 News FM durante a primeira Guerra do Golfo (1991) levou a BBC a propor o lançamento de um serviço de notícias rotativas. Inicialmente, o plano era transmitir um serviço de notícias rotineiras na frequência de ondas longas da Rádio BBC 4 , mas isso foi enfrentado com uma oposição considerável, interna e externamente, assim, a BBC decidiu fechar a BBC Rádio 5 da e substituir os serviços educacionais do antigo serviço. e programas infantis com um novo serviço de notícias, mantendo os programas esportivos. A BBC Radio 5 Live iniciou seu serviço de 24 horas às 5 horas da manhã de segunda-feira, 28 de março de 1994.
A primeira voz no ar, Jane Garvey, mais tarde passou a co-apresentar o café da manhã e shows de drive-time com Peter Allen. The Times descreveu o lançamento como "deslizando suavemente e confiantemente para uma rotina de brincadeiras informativas"  e The Scotsman como "profissionalismo no seu melhor estilo".
O tom do canal, envolvente e mais descontraído do que a produção contemporânea da BBC, foi a chave para o sucesso do canal e estabeleceu o modelo para outros serviços da BBC News no final da década. As primeiras audiências foram de cerca de quatro milhões, com uma audiência recorde de seis e um quarto de milhão. Entre as principais equipes editoriais envolvidas no design dos formatos dos programas e no recrutamento de equipes para a nova estação estavam Sara Nathan, mais tarde editora do Channel 4 News, e Tim Luckhurst, mais tarde editor do jornal The Scotsman e atualmente professor de jornalismo na Universidade de Kent.
Em 2000, a estação foi renomeada com um novo logotipo que permaneceria na estação por mais sete anos. Além disso, em 2 de fevereiro de 2002, uma estação associada, a BBC Radio 5 Live Sports Extra, foi lançada como um serviço somente digital para complementar a gama de esportes e evitar confrontos; anteriormente, as estações de rádio local da BBC e a frequência de ondas longas da BBC Radio 4 eram usadas.
Em 2008, a BBC anunciou que a estação se mudaria para o MediaCityUK em Salford.

## Transmissão

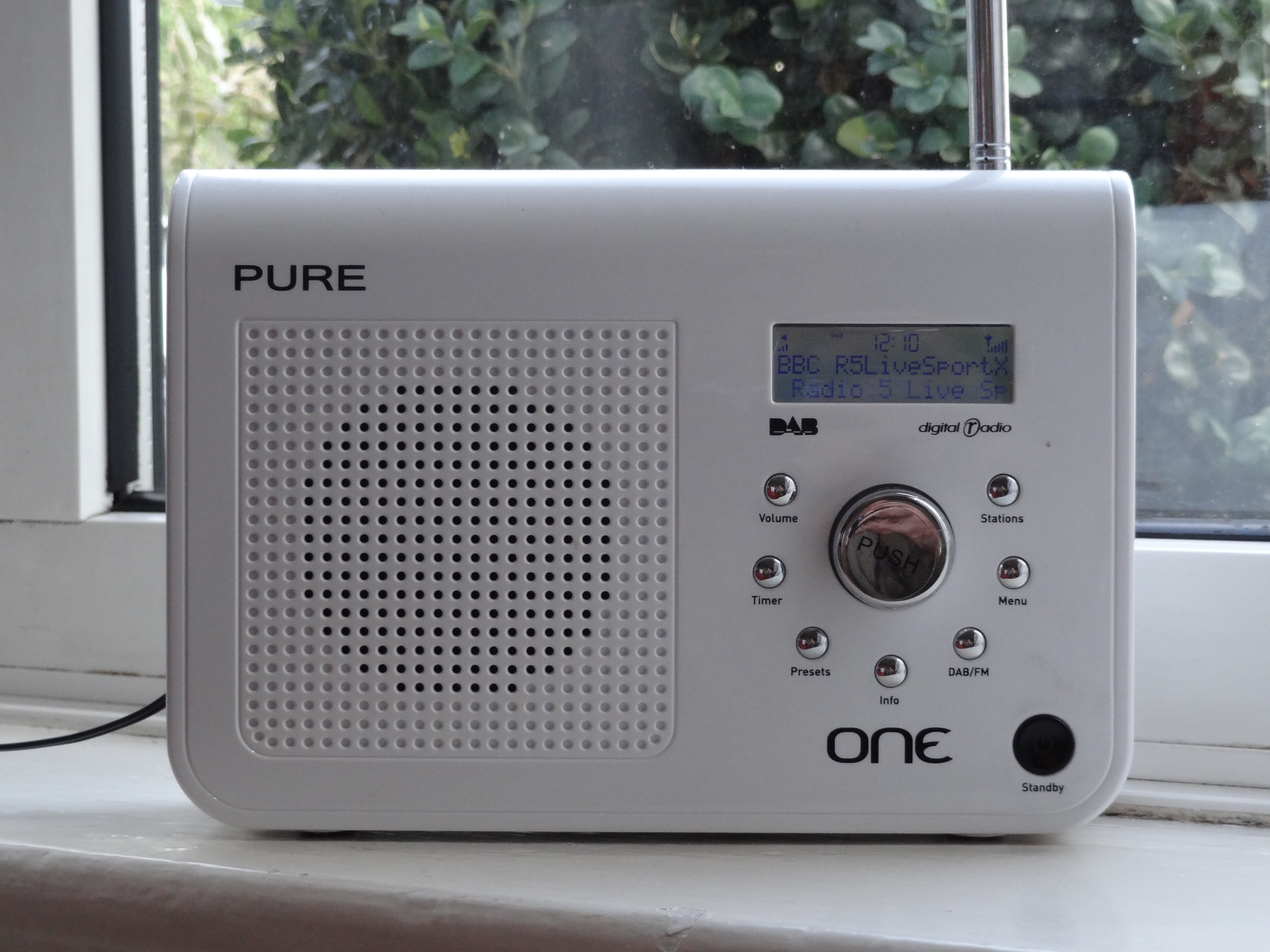
BBC Radio 5 Live Sport tocando

O BBC Radio 5 Live transmite ao vivo em AM nas frequências de ondas médias 693 e 909 kHz nacionalmente, com a frequência 990 kHz usada em Cardigan Bay; essas frequências foram utilizadas pela BBC Radio 5 e foram usadas pela BBC Radio 2 anteriormente. Exclusivamente para a rede de rádio da BBC, é a única estação que não é puramente digital (como 1Xtra, Radio 4 Extra e 6 Music) nem transmitida em FM analógico.
Por muitos anos, a estação operou em quatro andares no News Center da BBC Television Centre, por causa das conexões estreitas entre a estação e a BBC News e a localização da BBC Sport. No entanto, como parte do plano da empresa de vender o Television Centre, em 2008 foi tomada a decisão de transferir o BBC Radio 5 Live para o novo centro de transmissão do MediaCityUK.
A mudança em si começou em setembro de 2011 e levou dois meses. Os novos estúdios ocupam um andar único na Quay House, com dois estúdios grandes o suficiente para vários convidados e um estúdio separado para grandes grupos. A estação continua a ter uma presença em estúdio em Londres, com o Studio 51A da BBC Broadcasting House em Londres usado para programas e entrevistas feitas em Londres para a estação, como "Kermode e Mayo's Film Review".

## Logotipos

Terceiro logotipo da BBC Radio 5 Live, usado de 2000 até de 2007.
Quarto logotipo da BBC Radio 5 Live, usado de 2007 até de 2022.
Quinto e atual logotipo de da BBC Radio 5 Live usado desde 2022.

## Programação
A missão da BBC Radio 5 Live inclui transmitir notícias e transmitir notícias à medida que se rompe. Oferece boletins de notícias a cada meia hora, além de comentários esportivos ao vivo. O BBC Trust para grandes eventos de notícias de última hora gira em torno de uma lista de prioridades. Com as notícias do Reino Unido, o correspondente primeiro registra um resumo de "minutos genéricos" (para uso em todas as estações e canais); a prioridade subseqüente é reportar no Radio 5 Live, no Canal BBC News e em outros programas que estão no ar. Para notícias estrangeiras, primeiro um "minuto genérico" é gravado, depois os relatórios são enviados para a rádio do Serviço Mundial, depois o repórter conversa com quaisquer outros programas que estão no ar.[carece de fontes?]